# واحد صفر (فلم)
واحد صفر  هو فيلم مصري من إنتاج عام 2009، من تأليف مريم نعوم، وإخراج كاملة أبو ذكري.

## ملخص الأحداث
تدور أحداث هذا الفيلم في إطار درامي لسبعة شخصيات مختلفة منها سيدة تبحث عن حياتها من جديد من خلال طلاق معلق في المحاكم وتحدث هذه الأحداث كلها في يوم المباراة النهائية لمصر مع الكاميرون بكأس الأمم الإفريقية في غانا 2008، وتتوالى الأحداث.

## الشخصيات
|  |  | - إلهام شاهين: نيفين - أمراة مسيحية - نيللي كريم: ريهام - ممرضة - زينة: نينا - نادية - مطربة وأخت ريهام - خالد أبو النجا: شريف زوج نيفين - أحمد الفيشاوي: عادل ابن هدي - حسين الإمام: سليم زوج نادية - لطفي لبيب: رجب سايس عربات - انتصار: هدي خادمة للسيدات - عايدة رياض: مولي صديقة نيفين - كامل أشرف: الطفل علي وحفيد رجب - أحمد كمال: مخرج برامج - يارا جبران: إيناس - محمد علاء الدين: حسن |  | - عادل أمين: محامي - ناصر عبد الله: ممدوح - أحمد جمال سعيد: عاطف - نور الصيرفي: فتحي - تامر ضيائي: يححي أخو فتحي - عمر السيد: ضابط القسم - أيمن إسماعيل: أمين شرطة - أحمد همام: سائق اللجنة - شريف محسن: العسكري - محمود فارس: سائق الميكروباص - تامر مجدي: بائع الحشيش - سيد الطيب: الملتحي - أشرف فاروق: المختل |  | - أحمد علي: الكمسري - محمد جلال: طبيب النساء - أشرف أمين: طبيب المسشتفي - سامر المنياوي: موظف استقبال المستشفي - سعيد ماسبيرو: البواب - جيجي البرازيلية: الراقصة - عادل عمرو: بودي جارد الراقصة - شانيل: بائعة الملابس - إيمن السيد - نور السبكي: معزية (1)-(2) - راندا إبراهيم: الخادمة - عفاف مصطفي: أم ريهام ونينا - هشام أبو حباجة: زوج المريضة - كابتن مصطفي الكيلاني: معلق الإذاعة |

## روابط خارجية
- مقالات تستعمل روابط فنية بلا صلة مع ويكي بيانات